# تپه کوه کمر
تپه کوه کمر مربوط به دوره ساسانیان است و در شهرستان بجنورد، بخش مرکزی، دهستان باباامان، ۵۰۰ متری شمال غربی روستای کوه کمر واقع شده و این اثر در تاریخ ۳۰ بهمن ۱۳۸۶ با شمارهٔ ثبت ۲۱۲۲۱ به‌عنوان یکی از آثار ملی ایران به ثبت رسیده است.